# Frépillon
Frépillon är en kommun i departementet Val-d'Oise i regionen Île-de-France i norra Frankrike. Kommunen ligger i kantonen Taverny som tillhör arrondissementet Pontoise. År 2022 hade Frépillon 3 327 invånare.

## Befolkningsutveckling
Antalet invånare i kommunen Frépillon
| Referens: INSEE |